# Saint-Vrain (Marne)
Saint-Vrain is een gemeente in het Franse departement Marne (regio Grand Est) en telt 208 inwoners (2005). De plaats maakt deel uit van het arrondissement Vitry-le-François.
De naam van de gemeente verwijst naar bisschop Veranus van Cavaillon.

## Geografie
De oppervlakte van Saint-Vrain bedraagt 11,8 km², de bevolkingsdichtheid is 17,6 inwoners per km².
De onderstaande kaart toont de ligging van Saint-Vrain (Marne) met de belangrijkste infrastructuur en aangrenzende gemeenten.

## Demografie
Onderstaande figuur toont het verloop van het inwonertal (bron: INSEE-tellingen).